# Pani de Monsoreau (dramat)
Pani de Monsoreasu (fr. La Dame de Monsoreau) – dramat Alexandre’a Dumasa (ojca) z 1860 roku, osnuty na jego powieści z 1846 roku pod tym samym tytułem.

## Okoliczności powstania utworu
W 1860 roku Dumas zabrał się do przerobienia na scenę jednej ze swych najlepiej się sprzedających powieści Pani de Monsoreau. Dramat w pięciu aktach z prologiem miał premierę w théâtre de l'Ambigu-Comique 19 listopada 1860 roku. Autor od kilku miesięcy przebywał już wtedy w Neapolu.

## Osoby
| Osoba             | Jej rola w dramacie               | Aktor premierowy |
| ----------------- | --------------------------------- | ---------------- |
| Chcicot           | błazen królewski                  | Mélingue         |
| Henryk III        | król Francji                      | Castellano       |
| Bussy             | kochanek Diany                    | Lacressonière    |
| Monsoreau         | mąż Diany                         | Brésil           |
| Książę d'Anjou    | brat króla                        | Faille           |
| Saint-Luc         | jeden z mignonów królewskich      | L. Leroy         |
| Baron de Méridor  | Ojciec Diany                      | Laute            |
| Mikołaj Dawid     | adwokat, sługa de Mayenne'a       | Machanette       |
| Gorenflot         | mnich, przyjaciel Chicota         | Verner           |
| La Hurière        | oberżysta paryski                 | Hoster           |
| Bonhomet          | karczmarz                         | Schey            |
| Książę de Mayenne | brat księcia Henryka de Guise     | Dornay           |
| Książę de Guise   | przywódca stronnictwa Gwizjuszy   | Pontis           |
| Quelus            | przywódca mignonów królewskich    | Antonin          |
| De Nancey         | sługa królewski                   | Richer           |
| Aurilly           | zaufany księcia andegaweńskiego   | Desormes         |
| Maugiron          | jeden z mignonów                  | Constant         |
| Antraguet         | towarzysz Bussy'ego               | Courtès          |
| Schomberg         | jeden z mignonów                  | Régnier          |
| Książę lotaryński | brat Henryka de Guise             | Martin           |
| Livarot           | towarzysz Bussy'ego               | Lavergne         |
| D'Epernon         | jeden z mignonów                  | Duchemin         |
| Ribérac           | towarzysz Bussy'ego               | Loyer            |
| Diana             | pani de Monsoreau                 | Mme Luther Félix |
| Księżna           | de Montpensier, siostra Gwizjuszy | Féraudy          |
| Pani Saint-Luc    | żona Saint-Luca                   | Defobon          |
| Gertruda          | służąca Diany                     | Milla            |

## Treść

### Prolog – Staw w Beaugé

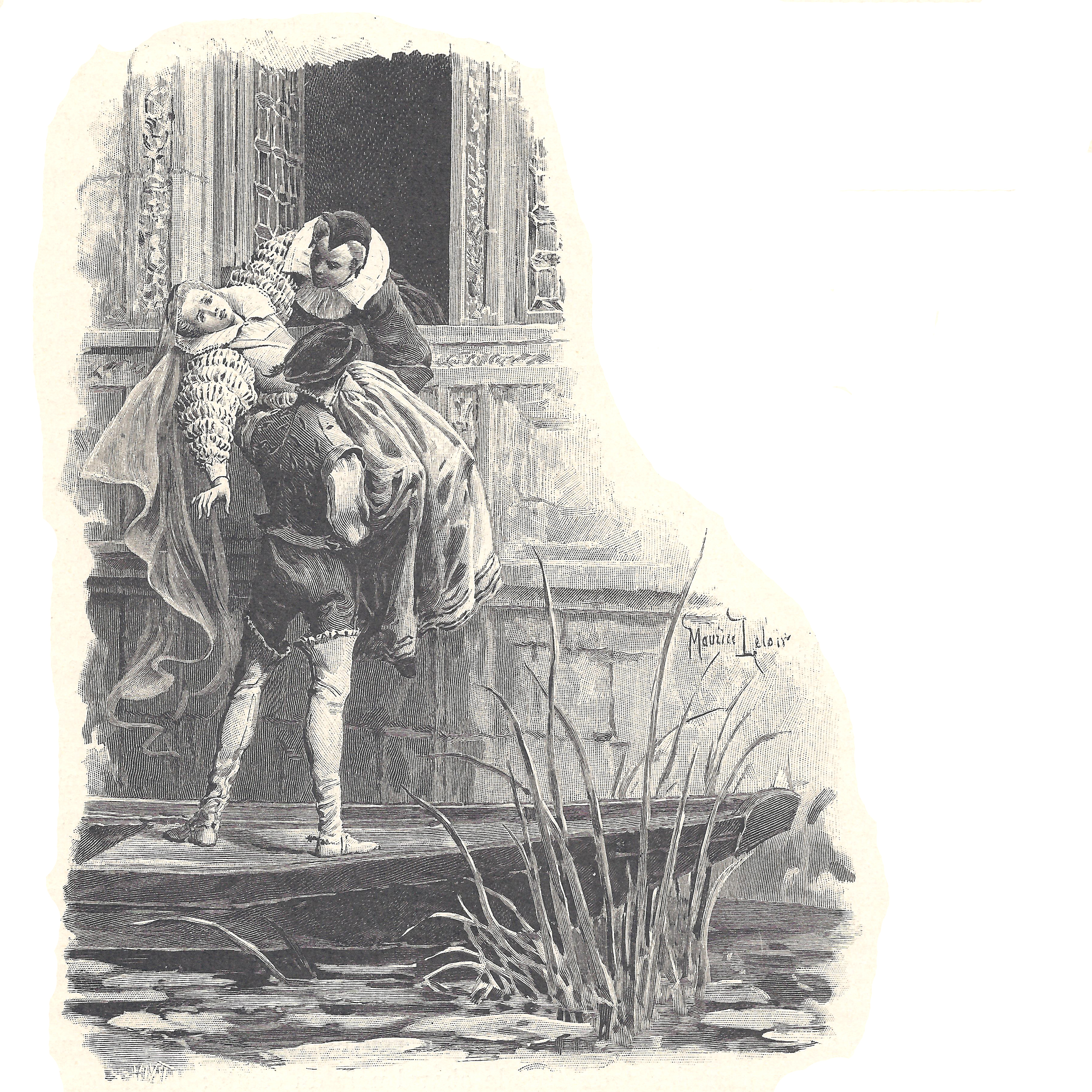
Hrabia de Monsoreau uwalnia Dianę z zamkowego więzienia.

Sługa księcia andegaweńskiego, Aurilly wydaje rozkazy sługom na temat sposobu postępowania z dwoma uwięzionymi kobietami, które wkrótce przybędą. Strażnik wprowadza Dianę i jej służącą Gertrudę. Diana przypuszcza, że została porwana przez hrabiego de Monsoreau, który zabiegał o jej rękę, a któremu ona odmówiła. Wspomina też początek znajomości z hrabią, który na jej oczach upolował w stawie Beaugé jej ulubioną łanię Dafne. Gertruda przypuszcza, że sprawcą porwania był książę Franciszek, któremu Diana wpadła w oko na balu w Angers. Nieznajomy mężczyzna podpływa pod okno uwięzionych kobiet. Okazuje się nim hrabia Monsoreau. Aurilly zawiadamia o wizycie księcia. Diana decyduje się uciec z hrabią. Książę widząc na wodach stawu porzucony przez hrabiego szal Diany, sądzi, że jego ofiara popełniła samobójstwo.

### Akt I
Obraz pierwszyː Na weselu Saint-Luca mają zjawić się król i książę andegaweński. Mignoni królewscy opowiadają żonie przyjaciela o zatargach z ludźmi księcia. Król jest niezadowolony ze ślubu swego ulubieńca. Chicot, przebrany za króla, przyjmuje Bussy'ego, który obraża mignonów. Mignoni uznają to za obrazę króla i postanawiają się zemścić. Książę Franciszek wypomina Chcicotowi razy jakie odebrał od księcia de Mayenne i Nicolasa Davida. Chicot proponuje Bussy'emu w uznaniu jego zasług stanowisko wielkiego łowczego, król ujawnia jednak, że brat prosił o to stanowisko, ku rozczarowaniu Bussy'ego, dla hrabiego de Monsoreau. Bussy wypytuje mignonów o drogę do bramy św. Antoniego. Ci radzą mu iść koło pałacu Tournelles. Towarzysze Bussy'ego chcą iść z nim, on ich jednak odprawia. Chicot ostrzega busyy'ego o zasadzce. Aurilly informuje księcia, że kobieta podobna do Diany, którą ujrzał w kościele, mieszka przy pałacu Tournelles. Król zabiera pannie młodej Saint-Luca, aby go zabawiał.
Obraz drugiː Quelus, Maugiron, Schomberg i d'Epernon czekają na Bussy'ego pod ścianą pałacu Tournelles. Diana z Gertrudą wychodzą na balkon kamienicy stojącej naprzeciw i wyglądają pojawienia się hrabiego Monsoreau, który je tu umieścił. Nadchodzą Aurilly i książę. Kiedy próbują otworzyć drzwi budynku, zostają otoczeni przez mignonów, którzy biorą ich za Bussy'ego z towarzyszem. Rozpoznawszy księcia wycofują się, ale zmuszają Franciszka swą obecnością do wycofania się. Bussy pojawia się jadąc konno. W walce z mignonami rani najpierw d'Epernona, a potem Schomberga. Wreszcie sam ranny opiera się o drzwi kamienicy, które okazują się otwarte. Chroni się za nimi i zamyka je. Nocny ront rozprasza jego napastników.

### Akt II

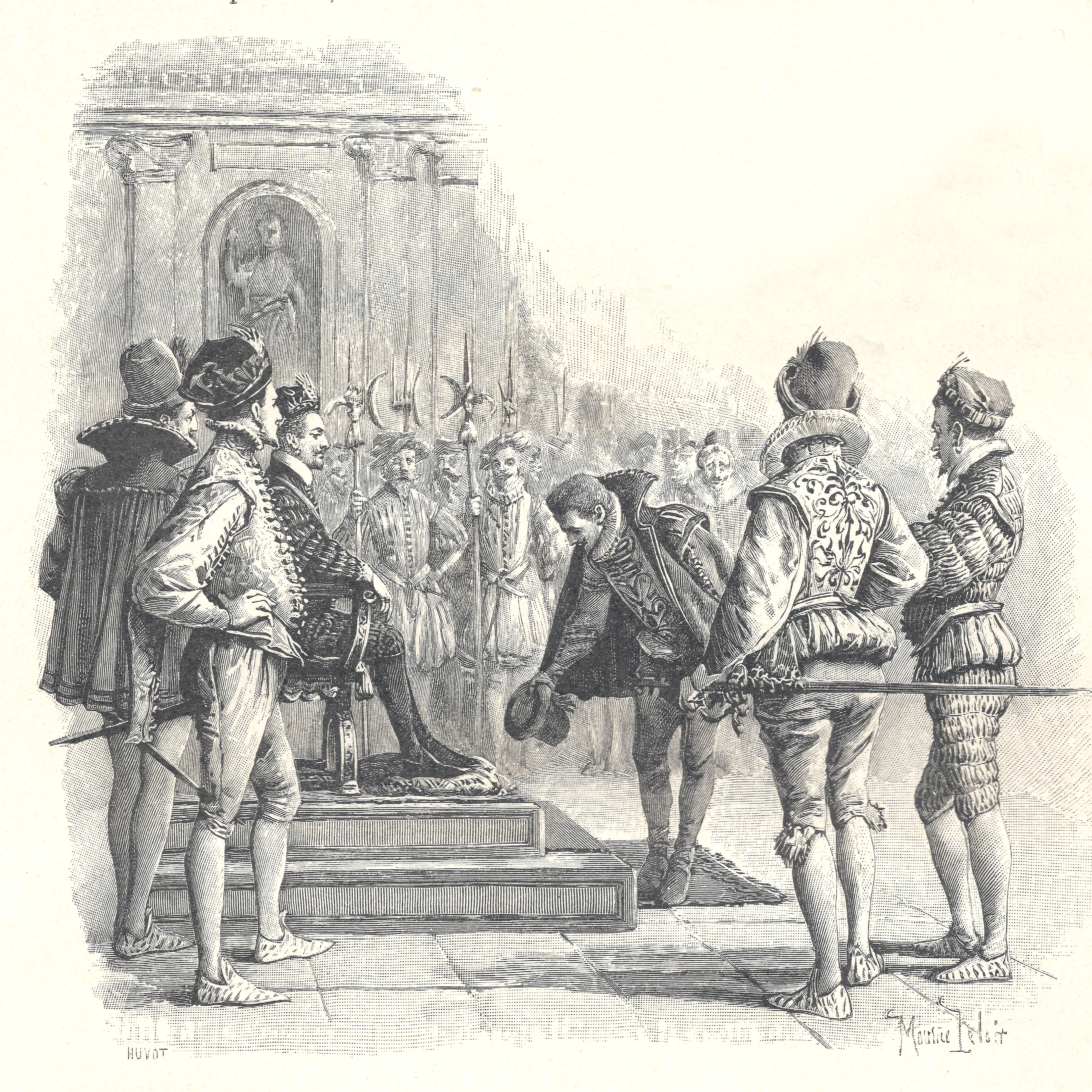
Bussy przed królem.

Obraz trzeciː Król jest wzburzony napaścią na swoich mignonów i robi awanturę swemu bratu. Zjawia się, uznany za zmarłego Bussy. Nie ma zamiaru skarżyć się królowi na napaść. Opowiada żonie Saint-Luca, Joannie, o tym, że życie uratowała mu piękna nieznajoma, mieszkająca naprzeciw pałacu Tournelles, w której z miejsca się zakochał. Joanna i Chicot po chustce z monogramem domyślają się, że to ich wspólna znajoma, Diana, która zaginęła jakiś czas temu. Przed oblicze króla zostaje wprowadzony hrabia de Monsoreau, o którym przyjaciel Bussy'ego mówi, że porywa dla księcia andegaweńskiego piękne kobiety. Król zleca mu zorganizowanie łowów. Monsoreau przypomina księciu o spotkaniu z Gwizjuszami tego wieczora o dziesiątej. Ich rozmowę podsłuchuje Chicot. Przed obliczem króla zjawia się hrabia Meridor, ojciec Diany i oskarża księcia o porwanie mu córki. Hrabia de Monsoreau, zaprzecza temu, twierdzi , że hrabia po stracie córki stracił też rozum. Książę prosi Bussy'ego, żeby ustalił dla niego, jakiego mężczyznę przyjmuje u siebie mieszkająca naprzeciw pałacu Tournelles nieznajoma piękność, w której książę się zakochał. Bussy przeciwny poleceniu, gdy dowiaduje się o adresie, natychmiast się zgadza. Chicot nakłania go, by udał się tam jak najprędzej.
Obraz czwartyː Diana marzy o ponownym spotkaniu z nieznajomym. Zjawia się hrabia de Monsoreau i powiadamia Dianę, że książę rozpoznał ją w kościele św. Katarzyny, gdzie wybrała się podziękować Bogu za to, że hrabia poinformował jej ojca o tym, że ona żyje. Hrabia przekazuje jej również, że książę dorobił sobie klucz do zamka i zeszłej nocy próbował dostać się do domu i tej nocy powtórzy próbę. Jedynym wyjściem, zdaniem hrabiego, jest by Diana poślubiła jego. Przez okno widzą zbliżającego się Bussy'ego, którego biorą za księcia. Diana decyduje się poślubić w sąsiedniej komnacie, będącej oratorium, hrabiego. Bussy dostaje się do domu i jest świadkiem ślubu. Diana zgadza się na dopełnienie małżeństwa dopiero po spotkaniu z ojcem. Gdy Monsoreau próbuje użyć względem niej siły, zamyka się w swoim pokoju i grozi samobójstwem. W pokoju Diana znajduje pomoc w ukrytym tam Bussy'm. Monsoreau odchodzi na spotkanie księcia z Gwizjuszami .

### Akt III

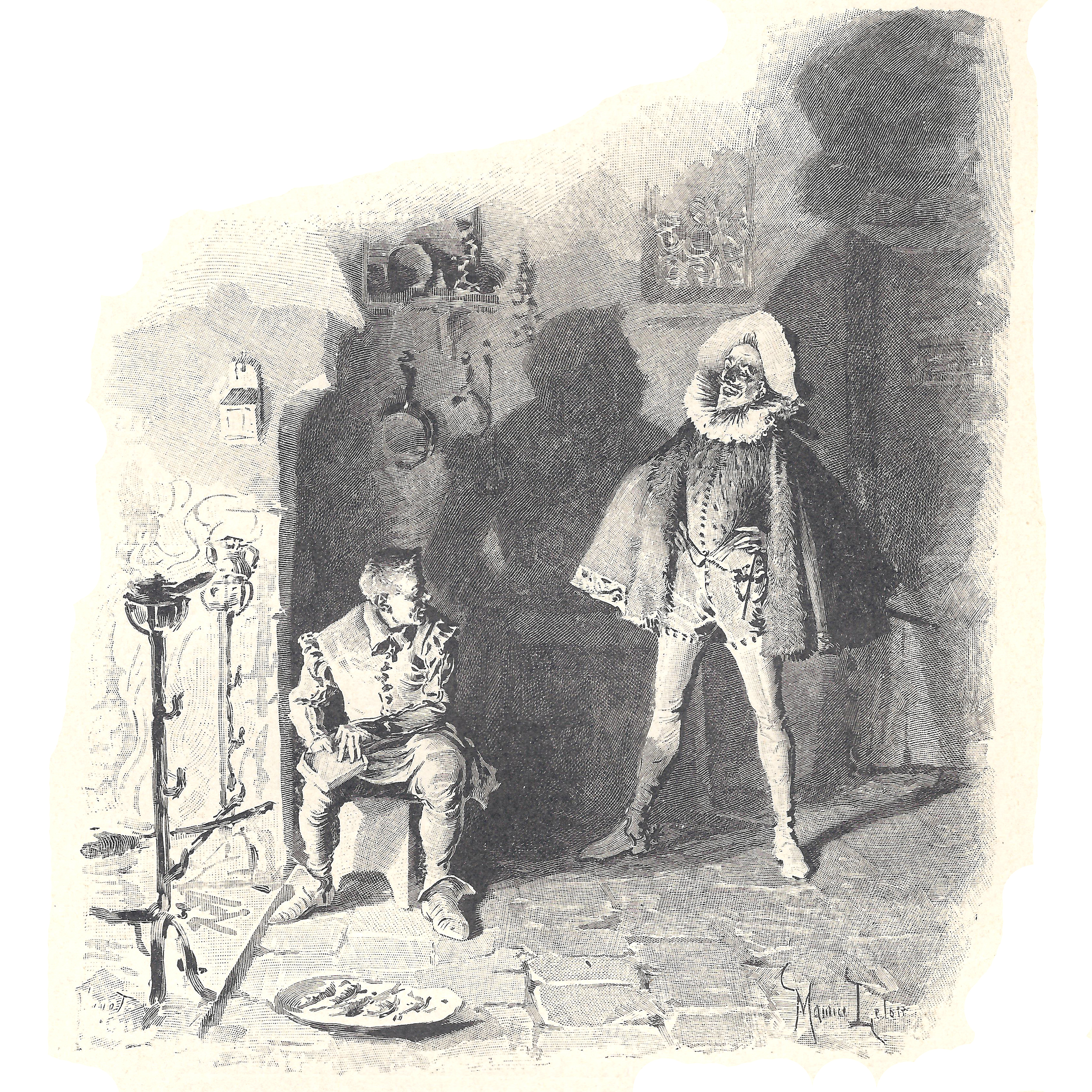
Chicot w gospodzie mistrza Bonhomet.

Obraz piątyː Chicot spotyka się w gospodzie Pod rogiem obfitości z hrabią Meridor. Dzieli się z nim nadzieją, że Diana być może żyje. Bussy przyprowadza Dianę do gospody i informuje, że została ona właśnie żoną hrabiego de Monsoreau, czego Chicot się obawiał. Błazen nakazuje hrabiemu de Meridor i jego córce ukryć się w pokoju w gospodzie i nikomu nie otwierać, a Bussy'ego wysyła na spoczynek. Pod jego nieobecność zjawia się mnich Gorenflot i czekając na powrót przyjaciela przygotowuje kazanie, które ma wygłosić tej nocy w opactwie św. Genowefy, na które ma też przybyć książę andegaweński. Chicot upija mnicha dowiaduje się od niego jak wejść na umówione spotkanie, a kiedy Gorenflot zasypia, przebiera się w jego habit i wychodzi.
Obraz szóstyː Chicot w przebraniu mnicha dostaje się do kościoła w opactwie św. Genowefy. Wysłuchuje sprawozdań z postępów Ligi w Paryżu i na prowincji złożonych przez hrabiego de Monsoreau i La Hurière'a. po czym wywołany, jako Gorenflot wygłasza kazanie wzywające współuczestników spotkania do większej szczerości. Kiedy zebrani zaczynają się rozchodzić ukrywa się w stallach. Ukrywa się też Monsoreau, zadziwiony, że jego pan, książę Franciszek się nie zjawił. Z krypty wychodzi dwanaście zakapturzonych osób, wśród których są książę de Mayenne, Henryk Gwizjusz, kardynał lotaryński, księżna de Montpensier ich siostra i książę andegaweński. Gwizjusze koronują Franciszka na przyszłego króla Francji. Gdy orszak schodzi ponownie do krypty dołącza do niego Monsoreau. Chwilę później w kościele ponownie zjawiają się Gwizjusze. Książę de Maeynne szuka osoby ukrytej w stallach i Chciot sądzi, że został zdekonspirowany, ale okazuje się, że po przeciwnej stronie czeka na Gwizjuszy ich adwokat Mikołaj Dawid, który przygotował dla nich pergamin zawierający genealogię potwierdzającą ich prawa do tronu. Ma wyjechać tejże jeszcze nocy do Rzymu i przekazać pergamin zawierający roszczenia Gwizjuszy do zatwierdzenia papieżowi. Zostawszy sam na sam z Dawidem, Chicot wdaje się w pojedynek z adwokatem, zabija go i odbiera mu pergamin.

### Akt IV

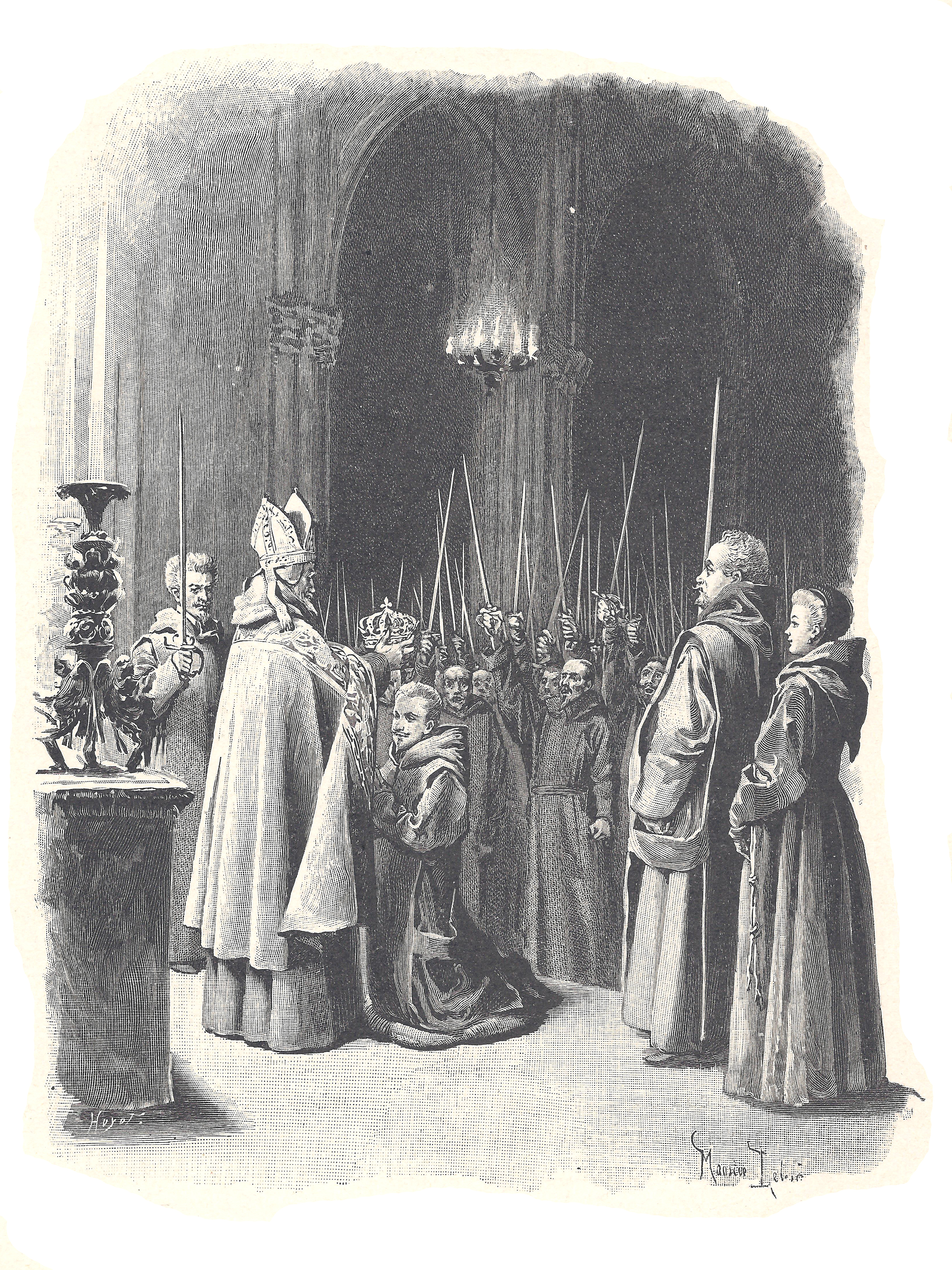
Koronacja Franciszka III.

Obraz siódmyː Bussy, Diana i baron de Meridor przybywają do Luwru. Bussy ujawnia księciu andegaweńskiemu, że Diana wcale nie zginęła i że Monsoreau poślubił ją, żeby odebrać ją księciu. Franciszek dowiedziawszy się, że poślubił ja pod przymusem obiecuje uzyskać u króla unieważnienie tego małżeństwa. Monsoreau zorientowawszy się, że Diana przybyła do Luwru przyznaje, że poślubił ją wbrew woli księcia, jednocześnie składa prośbę o przebaczenie u przyszłego króla Francji. Franciszek zaszachowany w ten sposób przedstawia Dianę królowi jako hrabinę de Monsoreau. Bussy traci wszelką nadzieję, Chicot upewnia go, że ma sposób wyjścia z tej sytuacji W rozmowie z księciem andegaweńskim ostrzega króla, że wszyscy Gwizjusze są w Paryżu i że spotkali się wczoraj w opactwie genowefińskim.
Obraz ósmyː Chicot wynajmuje pokój w gospodzie Bonhometa, żeby obserwować procesję, której przewodniczyć ma król. Gorenflota, na którego cześć tłum wiwatuje, przekonuje, że wygłosił wczoraj wspaniałe kazanie u świętej Genowefy. Mnich jest przekonany, że lunatykował. Później pod gospodą zjawia się książę andegaweński ze swoimi towarzyszami. Niepokoi się czy król poprowadzi procesję i wejdzie jak zamierzał do opactwa świętej Genowefy. Zgodnie z planem zamachu ma tam zostać aresztowany, a w jego miejsce ma zostać ogłoszony królem Franciszek. Sygnałem ma być drugi strzał z armaty. Wraca Aurilly z wiadomością, że Bussy ma gorączkę i nie będzie dzisiaj towarzyszył księciu. Chwilę później zjawia się Bussy w towarzystwie Saint-Luca. Pomimo tego, że książę błaga go, by mu towarzyszył i obiecuje zaszczyty, odmawia. Książę oddala się, żeby podejrzeć cel jego przybycia. Z pobliskiego kościoła wychodzi żona Saint-Luca w towarzystwie Diany. Diana ostrzega Bussy'ego, że mąż zauważył jego nocne wędrówki pod ich dom i ostatniej nocy próbował do niego strzelić. Bussy uświadomiwszy sobie, że Diana go kocha, pada do jej nóg. Pojawia się książę, Chicot sugeruje, że Bussy upaadł z osłabienia gorączką i ekspediuje go do łóżka. Przechodzi procesja z królem w habicie mnisim na czele. Pada drugi strzał. Franciszek jest pewny, że został królem.

### Akt V

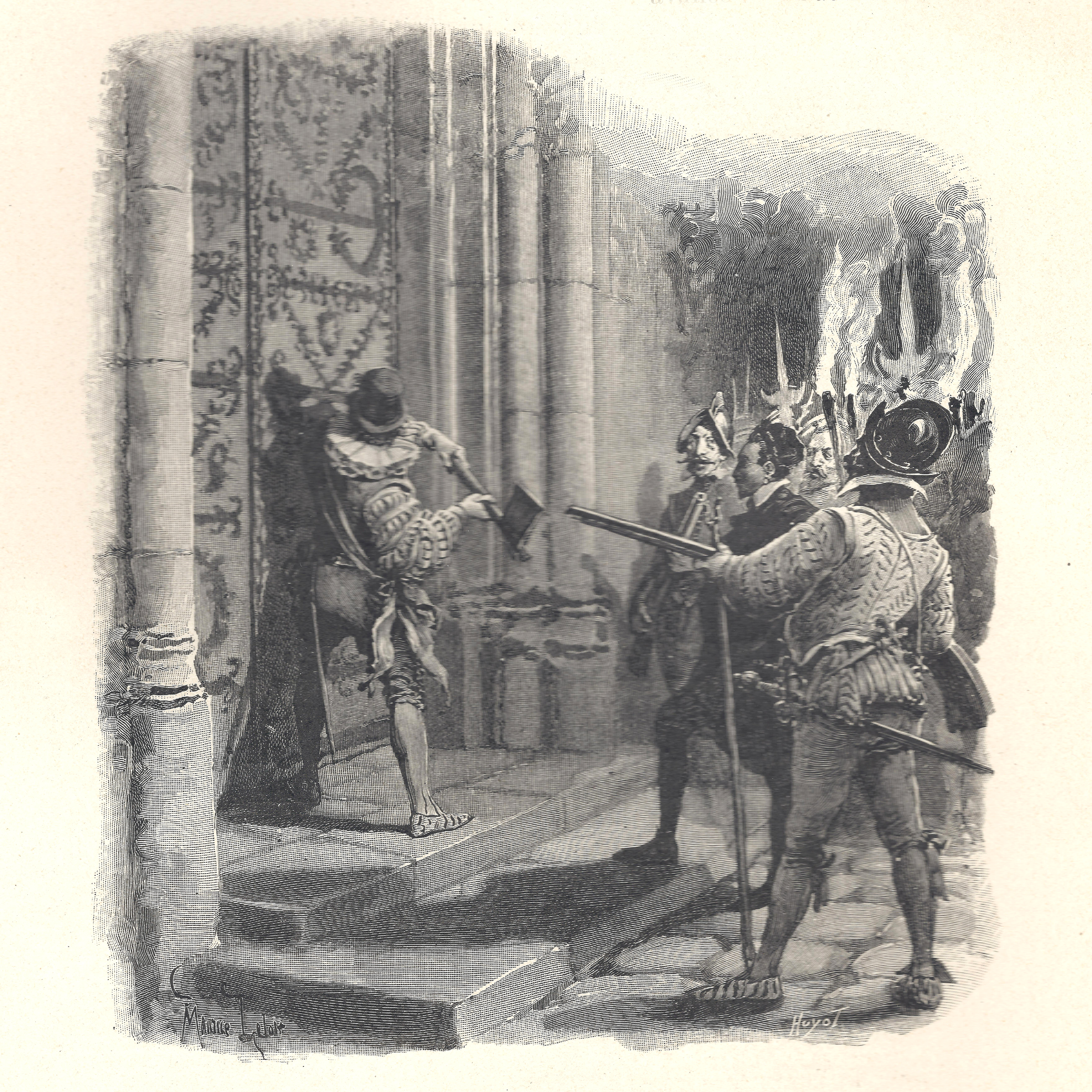
Król dobija się do drzwi klasztoru.

Obraz dziewiątyː Gwizjusze oczekują w klasztorze genowefińskim na pojawienie się księcia andegaweńskiego. Król został zamknięty w celi klasztornej. Książę de Mayenne wspomina, że nie był pewny czy król dotrze do opactwa, przy każdej stacji zamykał się bowiem, opuszczał zasłony i długo medytował. Po zrzeczeniu się przez niego władzy na rzecz Franciszka, Gwizjusze chcą wywieźć nowego króla do jednego ze swych zamków. Zjawia się książę andegaweński. De Mayenne wręcza mu akt abdykacji, który król ma podpisać. Gwizjusze wycofują się. Franciszek waha się, próbuje scedować nieprzyjemne zadanie na Hrabiego de Monsoreau. Ostatecznie akt abdykacji odczytują królowi Aurilly i Antreguet. Tymczasem Monsoreau prosi przyszłego króla, by dotrzymał danego słowa, w ostatnich dniach widział go bowiem kilkukrotnie pod oknami swego domu. Książę zaprzecza i obiecuje mu wyjawić imię zakochanego w jego żonie mężczyzny. Zakapturzony król zostaje wyprowadzony z celi. Kiedy przymuszony składa podpis, rozlega się łomot do drzwi i słychać żądanie króla, by otwarto. Spiskowcy są przerażeni, dowiadują się, że Gwizjusze uciekli, na akcie abdykacji znajdują podpis Chicota. Wojsko wdziera się do pomieszczenia. Król rozkazuje uwięzić brata i hrabiego de Monsoreau jako zdrajców stanu. Zjawia się Bussy przyprowadzony przez straże ze swego domu. Książę wskazuje go hrabiemu jako kochanka jego żony. Chicot obwieszcza Bussy'emu spełnienie jego planu uwplnienia Diany.
Obraz dziesiątyː Bussy przybywa do Diany, by oznajmić jej, że jest wolna, że Monsoreau został skazany jako zdrajca i zostanie ścięty. Diana postanawia natychmiast opuścić tak dla niej okrutny Paryż. Wpada Chicot z wiadomością, że Monsoreau uciekł, zabiwszy dwóch strażników. Wysyła Bussy'ego po Saint-Luca i straż królewską. Sam zakłada maskę i wobec zjawiającego się Monsoreau z sześcioma zabójcami podaje się za Bussy'ego. Strzałami z pistoletu i szpadą zabija i rozprasza przeciwników. Monsoreau przywołuje jednak drugą grupę napastników. Chicot zostaje ranny, łamie mu się szpada, broni się rzucając meblami. Śmiertelnie trafiony widzi nadbiegającą odsiecz. Wyjawia hrabiemu kim jest. Rad z ostatniego swego żartu, żegna się z Dianą i oddaje ją Bussy'emu.

## Analiza
Akcję, która w powieści obejmuje okres od lutego do czerwca 1578 roku, w dramacie Dumas ograniczył do kilkunastu dni. Wyjąwszy prolog rozgrywający się kilka miesięcy wcześniej w Beaugé, pozostałe wydarzenia zostały ograniczone do Paryża do jedenastu dni. Akt pierwszy wieczorem w Luwrze i w nocy pod domem Diany. Kolejne dwa akty obejmują wydarzenia dnia następnegoː poranek w Luwrze, ślub Diany, wydarzenia Pod rogiem obfitości i tajne sprzysiężenie w kościele świętej Genowefy. Początek czwartego aktu przypada na poranek dnia następnego. Wydarzenia drugiej połowy tego aktu i aktu piątego mają miejsce zgodnie z tym, co Diana mówi do Bussy'ego, wyszedłszy z kościoła, po ośmiu dniach.
Autor wybrał z powieści dwa główne wątkiː miłości Bussy'ego i Diany oraz spisku Gwizjuszy i brata królewskiego przeciw królowi. Odmiennie jednak niż to było w powieści połączył je osobą Chicota, którego uczynił dawnym opiekunem Diany i Joanny. Będąc tak jak w powieści spiritus movens wątku politycznego, staje się też reżyserem wątku miłosnego. O wiele silniej jest też uwydatniona jego rola żartobliwego komentatora zachodzących wydarzeń. Dumas z konieczności dokonuje w dramacie pewnych skrótów. Nie chcąc posyłać Chicota przez pół Francji za Mikołajem Dawidem, by udaremnić plany sukcesyjne Gwizjuszy, każe mu go zabić od razu w kościele świętej Genowefy. Najbardziej znaczącą zmianę przynosi niewątpliwie finał dramatu, którego, zgodnie zresztą z logiką rozwoju akcji, bohaterem staje się, nie jak w powieści i w rzeczywistości Bussy, ale Chicot. Popełniwszy ostatnią krotochwilę, ginie w obronie swej wychowanki i jej ukochanego. 